# 高松市立新番丁小学校
高松市立新番丁小学校（たかまつしりつ しんばんちょうしょうがっこう）は、香川県高松市錦町二丁目にある市立小学校。

## 概要
高松市中心部の西部に位置する小学校で2010年（平成22年）4月1日に高松市立二番丁小学校、高松市立四番丁小学校、高松市立日新小学校が統合して出来た新校である。統合理由は児童数減少に伴う中心部小中学校の適正配置によるもので、校地は統合校の一つである旧二番丁小学校跡を利用している。

## 歴史
- 2010年（平成22年）4月1日 - 開校。

## 通学区域
通学区域は高松市中心部の一部。北は瀬戸内海に面し、西は摺鉢谷川（新北町は香東川）まで、南は田町商店街や高松赤十字病院、香川大学付近まで、東は高松中央商店街（内町以北はフェリー通り）までを校区としている。高松市中心部西側の広い範囲を校区としており、校区内には中央通りなどの都心部や、その後背地となる番町などの住宅街、江戸時代の趣きを残す扇町などの下町、瀬戸内町や浜ノ町といった漁師町があったりと多様な要素を併せ持っている。
- 瀬戸内町
- 扇町一丁目、扇町二丁目、扇町三丁目
- 新北町
- 浜ノ町
- 昭和町一丁目（亀阜小学校区を除く）
- 昭和町二丁目（亀阜小学校区を除く）
- 幸町（2番地1を除く）
- 錦町一丁目、錦町二丁目
- 番町一丁目、番町二丁目、番町三丁目
- 番町四丁目1番3号、2番〜8番
- サンポート
- 南新町
- 亀井町
- 田町
- 玉藻町
- 丸の内1番〜11番
- 内町1番〜3番、6番、7番
- 寿町一丁目、二丁目
- 西の丸町
- 西内町
- 丸亀町
- 兵庫町
- 古新町
- 磨屋町
- 紺屋町
- 鍛冶屋町

## 進学先中学校
- 高松市立紫雲中学校

## 校区内の主な施設
- 国道11号・国道30号
  - 中央通り
  - 高松北バイパス
- 瀬戸大橋通り
- JR高松駅・昭和町駅
- ことでん琴平線高松築港駅
- 高松市立中央公園
- 高松城（玉藻公園）
- 高松市役所
- 高松高等裁判所・高松地方裁判所
- 高松家庭裁判所・高松簡易裁判所
- 高松法務合同庁舎
  - 高松法務局
  - 高松地方検察庁
  - 高松区検察庁
  - 高松高等検察庁
  - 高松保護観察所
  - 四国地方更生保護委員会
  - 四国公安調査局
  - 高松出入国在留管理局
  - 高松矯正管区
- 高松港・高松漁港
- サンポート高松
  - 高松シンボルタワー
    - マリタイムプラザ高松
    - サンポートホール高松

  - JRホテルクレメント高松
  - 高松サンポート合同庁舎
    - 四国地方整備局
    - 四国経済産業局
    - 四国厚生支局
    - 香川労働局

  - 高松港旅客ターミナルビル
  - せとシーパレット
- 高松北警察署
- 日本銀行高松支店
- 高松市美術館
- 高松中央郵便局
- サンクリスタル高松
  - 高松市図書館
  - 菊池寛記念館
  - 高松市歴史資料館
- 香川大学
- 香川県立視覚支援学校
- 香川県立高松高等学校
- 香川県立高松工芸高等学校
- 高松赤十字病院
- 弘憲寺
- 高松中央商店街
- 高松三越
- 四国電力
- 四国旅客鉄道（JR四国）本社
- 高松市中央卸売市場
- NHK高松放送局
- 西日本放送

## 交通
- JR予讃線・高徳線高松駅：徒歩12分
- ことでんバス幸町バス停：徒歩5分
旧日新校区からの通学の便を図るため、2010年4月に市民病院ループバスのルートが変更された。

## 備考
高松市ではゴミ収集のスケジュールを小学校区ごとに定めているが、本校の開校に伴うスケジュールの統一はなされず、2020年現在でも旧日新・二番丁校区と旧四番丁校区で異なっている。なお、同時期に開校した高松第一小学校の場合は、元々旧3校区とも同じだったため、このような問題は起こらなかった。